# Simone Edelberg
Simone Edelberg (* 9. Januar 1969 in Dortmund) ist eine deutsche Autorin und Verlegerin.

## Leben
Simone Edelberg studierte an der Fernuniversität in Hagen Sozialwissenschaften, Geschichte und Psychologie sozialer Prozesse sowie Rechtswissenschaften. Bis Anfang des 21. Jahrhunderts arbeitete sie als Journalistin und Food-Autorin und war unter anderem für den Hellweger Anzeiger, die Deutsche Presse Agentur (dpa) und eVita, das Internetportal der Deutschen Post sowie Netguide von Focus online tätig.

Im Jahr 2009 gründete sie den Münchner WortKuss Verlag | Bücher zum Küssen!, den sie bis Ende 2011 leitete.

## Veröffentlichungen
- "Longdrinks. Die charmanten Verführer." Falken Verlag. Niedernhausen/Taunus 1990. ISBN 3-8068-1062-1, ISBN 978-3-8068-1062-2.
- "Light Drinks. Mixen mit und ohne Alkohol.", zusammen mit Reith, Heike. Falken Verlag. Niedernhausen/Taunus 1992. ISBN 3-8068-1222-5, ISBN 978-3-8068-1222-0.
- "Longdrinks. Die charmanten Verführer." Neuausgabe: Falken Verlag. Niedernhausen/Taunus 1993. ISBN 3-8068-1062-1, ISBN 978-3-8068-1062-2.
- "Longdrinks. Die charmanten Verführer." Neuausgabe: Falken Verlag. Niedernhausen/Taunus 1995. ISBN 3-8068-1062-1, ISBN 978-3-8068-1062-2.
- "Light Drinks. Mixen mit und ohne Alkohol." Neuausgabe: Falken Verlag. Niedernhausen/Taunus 1995. ISBN 3-8068-1222-5, ISBN 978-3-8068-1222-0.
- "Garantiert naturreinen Apfelessig selber machen." Falken Verlag. Niedernhausen/Taunus 1998. ISBN 3-635604976, ISBN 978-3-635-60497-3.
- "Likör-Phantasien. Verführung der Sinne." BuchVerlag für die Frau. Leipzig 1999. ISBN 3-897980029, ISBN 978-3-89798-002-0.
- "Likör & Pralinen. Ein Genießer-Büchlein (Minibibliothek).", zusammen mit Jacobi, Lore. BuchVerlag für die Frau. Leipzig 2000. ISBN 3-897980207, ISBN 978-3-89798-020-4.
- "Likör-Phantasien. Verführung der Sinne." Neuausgabe: BuchVerlag für die Frau. Leipzig 2002. ISBN 3-897980029, ISBN 978-3-89798-002-0.
- "Schlau ist cool – ein Inter-Net-Aktives Quiz (CD-ROM).", zusammen mit Birgit Schmitt Andernet Lernsoftware. München 2003.
- "Lebenselixier Blut (CD-ROM)." Andernet Lernsoftware. München 2004.
- "Erste Hilfe – Leitfaden für den Notfall (CD-ROM)." Andernet Lernsoftware. München 2005.
- "Tierisch knifflig. Tierquiz (CD-ROM)." Welpenbummler – Lernsoftware mit Biss. München 2006.
- "Rund um den Hund. Hundequiz (CD-ROM)." Welpenbummler – Lernsoftware mit Biss. München 2006.
- "Mit Herz und Huf. Pferdequiz (CD-ROM)." Welpenbummler – Lernsoftware mit Biss. München 2006
- "Knifflige Kontinente. Das Kontinente-Quiz (CD-ROM)." Andernet Lernsoftware. München 2007.
- "Weltreligionen – Religionen der Welt. Lernquiz (CD-ROM)." Welpenbummler – LernsoftwareI mit Biss. München 2007.
- "Auch Zombies brauchen Liebe. Zwölf vermoderte Geschichten." München: WortKuss Verlag, 2010. ISBN 978-3-942026-00-0